# شارل امواه
تشارلز أمواه (من مواليد 28 فبراير 1975) هو لاعب كرة قدم غاني سابق لعب كمهاجم.